# Албрехт, Милан
Ми́лан А́лбрехт (словац. Miláno Albrecht; род. 16 июля 1950, Чехословакия) — чехословацкий футболист и футбольный тренер, участник чемпионата мира (1970).

## Биография

### Клубная карьера
Албрехт, в возрасте 17 лет, дебютировал за «Единство Тренчин», за который затем отыграл пять сезонов.
В 1972 году он перешёл в остравский «Баник», с которым выиграл чемпионат Чехословакии 1976 года и Кубок Чехословакии 1973 года. В 1976 году Альбрехт перешёл в «Банска-Бистрицу», в которой играл два сезона.
В 1978 году вернулся в «Баник», с которым выиграл следующие два чемпионских титула. В 1982 году перешёл из «Баника» в «Витковице», за который играл один сезон.
Его последним клубом в карьере стал «Тренчин», в котором он отыграл два сезона и закончил карьеру.

### Карьера в сборной
Был в заявке сборной Чехословакии на чемпионате мира 1970 года, но на турнире на поле так и не вышел. Всего за сборную Чехословакии сыграл 5 матчей и забил два мяча.
В 1972 году в составе молодёжной сборной играл на молодёжном чемпионате Европы. На этом турнире он забил два года в финале из двух матчей со сборной СССР и помог своей сборной стать чемпионом Европы.

### Карьера тренера
Албрехт работал главным тренером нескольких словацких футбольных клубов, среди которых наиболее известны «Нитра» и «Дунайска-Стреда».

## Достижения
«Баник» (Острава)
- Чемпион Чехословакии (3): 1975/76, 1979/80, 1980/81
- Обладатель Кубка Чехословакии (1): 1972/73